# Hyperacmus bicarinatus
Hyperacmus bicarinatus là một loài tò vò trong họ Ichneumonidae.